# Rokietta
Rokietta (Eruca Mill.) – rodzaj roślin należący do rodziny kapustowatych. Obejmuje trzy gatunki, z których dwa występują tylko w północno-zachodniej Afryce, a jeden – rokietta siewna Eruca vesicaria – w całym basenie Morza Śródziemnego, południowo-zachodniej, środkowej i wschodniej Azji. Gatunek ten jest też szeroko rozprzestrzeniony na wszystkie kontynenty (z wyjątkiem Antarktydy) jako roślina uprawiana i często dziczejąca. W Polsce jest uprawiana i według niektórych źródeł także przejściowo dziczejąca (ma status efemerofita).
Rokietta siewna jest ważną rośliną użytkową o długiej historii uprawy. W starożytności uprawiana była w basenie Morza Śródziemnego jako roślina jadalna, przyprawowa i lecznicza. Z jej nasion w krajach południowo-zachodniej Europy, w Iranie i Indiach wyrabia się musztardę. Także z nasion w różnych częściach Azji pozyskuje się olej wykorzystywany jako jadalny, oświetleniowy i do natłuszczania włosów. Dawniej wykorzystywany był także jako lek i afrodyzjak. Współcześnie liście wykorzystywane są jako jadalne w sałatkach.
Nazwa naukowa rodzaju utworzona została z łacińskiego słowa uro znaczącego „palę” w nawiązaniu do ostrego smaku nasion.

## Morfologia

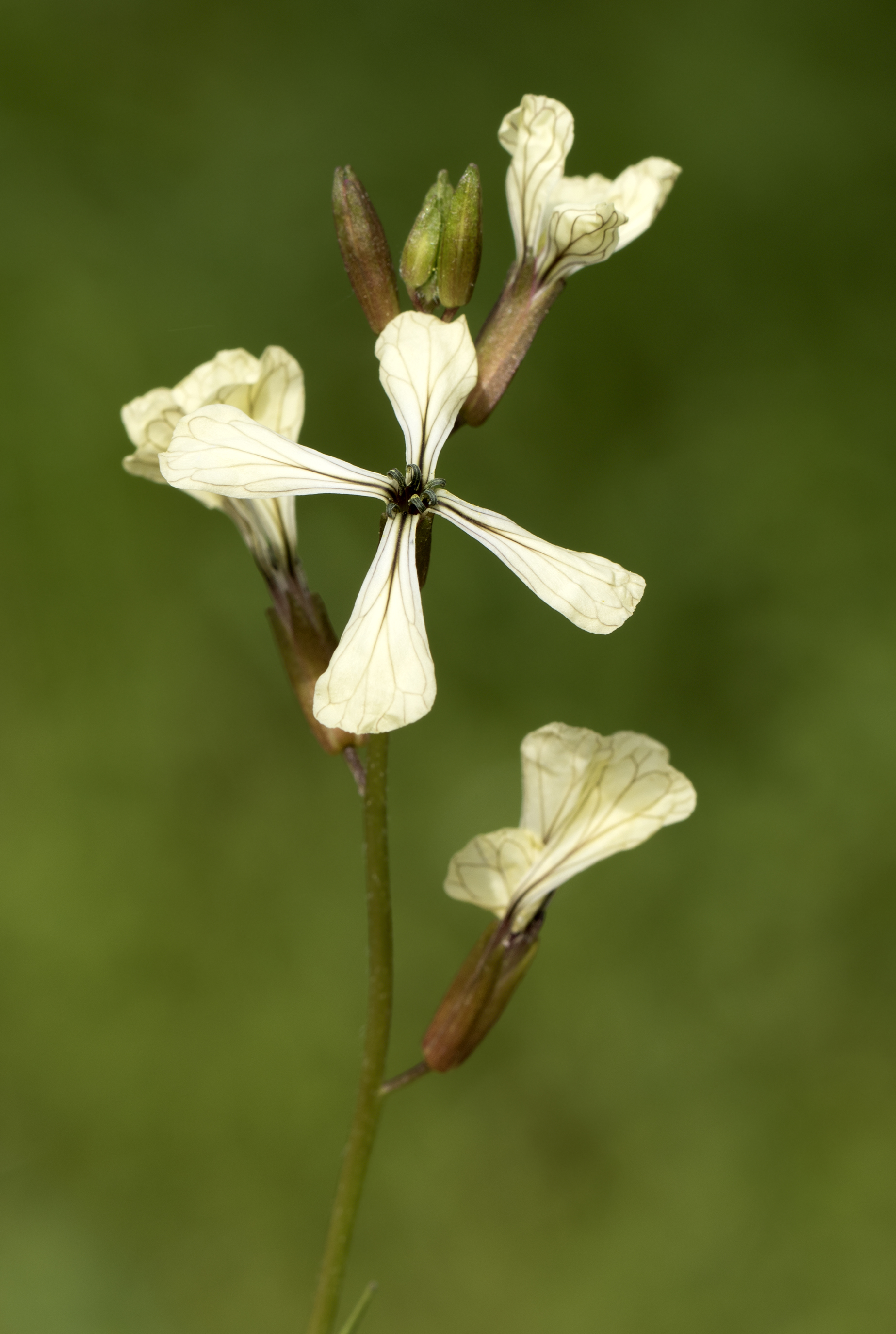
Kwiaty rokietty siewnej

PokrójRośliny jednoroczne, nagie lub owłosione, z włoskami prostymi. Pędy prosto wzniesione, zwykle rozgałęzione.
LiścieOdziomkowe i łodygowe, ogonkowe lub siedzące, dolne czasem tworzą rozetę przyziemną. Liście odziomkowe lirowate lub pierzasto klapowane lub podzielone, rzadko dwukrotnie lub całobrzegie. Liście łodygowe całobrzegie, ząbkowane lub lirowato pierzastodzielne.
KwiatyZebrane w grona, przynajmniej w dolnej części z przysadkami, silnie wydłużające się w czasie owocowania. Działki kielicha podługowate do równowąskich, prosto wzniesione, boczna para woreczkowato rozdęta. Płatki korony cztery, kremowe do żółtych, z ciemnobrązowymi lub fioletowymi żyłkami, jajowate do podługowatych, z paznokciem. Pręcików 6, wyraźnie czterosilnych, z podługowatymi pylnikami, u nasady strzałkowatymi, ale na szczycie tępymi. Miodniki cztery lub dwa. Zalążnia górna z 10–60 zalążkami zwieńczona jest główkowatym znamieniem.
OwoceŁuszczyny równowąskie do elipsoidalnych, walcowate lub słabo czterokanciaste, zakończone szeroką, spłaszczoną szyjką słupka. Szypułki owoców tęgie, wzniesione, same łuszczyny wzniesione, rzadko przytulone do osi kwiatostanu.

## Systematyka
Pozycja systematyczna
Rodzaj należy do rodziny kapustowatych (Brassicaceae), a w jej obrębie do plemienia Brassiceae.
Wykaz gatunków
- Eruca foleyi (Batt.) Lorite, Perfectti, J.M.Gómez, Gonz.-Megías & Abdelaziz
- Eruca pinnatifida (Desf.) Pomel
- Eruca vesicaria (L.) Cav. – rokietta siewna